# Juan Vicente Morales
Juan Vicente Morales (Paysandú, 18 aprile 1956 – Montevideo, 11 settembre 2020) è stato un calciatore uruguaiano, di ruolo difensore.

## Carriera

### Club
Giocò nella massima serie dei campionati uruguaiano e argentino.

### Nazionale
Dal 1975 al 1980 disputò 15 partite con la nazionale uruguaiana, prendendo parte alla Copa América 1975.

## Palmarès

### Club

#### Competizioni internazionali
- Coppa Libertadores: 1

Peñarol: 1982
- Coppa Intercontinentale: 1

Peñarol: 1982